# ラズニーゴ
ラズニーゴ（イタリア語: Lasnigo）は、イタリア共和国ロンバルディア州コモ県にある、人口約500人の基礎自治体（コムーネ）。

## 地理

### 位置・広がり
コモ県東部のコムーネ。県都コモから東北東へ16kmの距離にある。

#### 隣接コムーネ
隣接するコムーネは以下の通り。括弧内のLCはレッコ県所属を示す。
- アッソ
- バルニ
- オリヴェート・ラーリオ (LC)
- ソルマーノ
- ヴァルブローナ

### 地震分類
イタリアの地震リスク階級 (it) では、4 に分類される
。

## 行政

### 山岳部共同体
広域行政組織である山岳部共同体「トリアンゴロ・ラリアーノ山岳部共同体」 (it:Comunità montana del Triangolo Lariano) （事務所所在地: カンツォ）を構成するコムーネの一つである。